# Conistra cruda
Conistra cruda är en fjärilsart som beskrevs av Jacob Hübner 1827. Conistra cruda ingår i släktet Conistra och familjen nattflyn. Inga underarter finns listade i Catalogue of Life.